# Trĩ lục
Trĩ lục (Danh pháp khoa học: Phasianus versicolor) hay còn gọi là trĩ lục Nhật Bản là một loài chim trĩ trong họ Phasianidae có nguồn gốc từ các quần đảo Nhật Bản, nơi mà nó là loài đặc hữu của xứ sở mặt trời mọc. Trước đây nó được coi là một phân loài của loài trĩ đỏ (Phasianus colchicus) nhưng nay đã được công nhận là một loài riêng. Trĩ lục là quốc điểu của Nhật Bản.

## Đặc điểm
Đây là một loài chim thuộc bộ gà (Galliformes) có kích thước cỡ vừa nhỏ, con trống có có bộ lông màu xanh đậm (xanh lục) trên ức, cổ, phần lưng và cánh. Con trống cũng có cũng có phần mào đầu xám xanh xù với lông tai rõ ràng, lông mi màu đỏ, và cái đuôi dài và có màu xám nhạt. Con mái nhỏ hơn con trống, có đuôi ngắn hơn, và có bộ lông màu nâu nhạt, chúng có lông màu nâu sẫm và màu nâu nhạt. Màu đồng nhất của con trống (không có màu trắng trên cổ) và đốm phía dưới của con mái là đặc tính của loài này.

## Phân bố
Trĩ lục là loài chim phổ biến ở Nhật Bản và thường được tìm thấy ở các quần đảo Honshu, Shikoku, và Kyushu cũng như một số hòn đảo nhỏ khác, trĩ lục cũng đã được du nhập vào quần đảo Hawaii và (không thành công) ở Bắc Mỹ như là một loài chim mồi săn (Gamebird). Nó sống trong môi trường sinh cảnh là rừng ôn đới, miền rừng và rừng nhiêt đới, rừng cọ, đồng cỏ, và vườn quốc gia. Đây là loài chim thường thấy và phổ biến rộng khắp trong phạm vi tự nhiên của nó.
Với sự phổ biến thường thấy, những con trĩ lục này còn thường xuyên lảng vảng ở gần nông trại và các khu định cư của con người. Các quần thể trĩ lục đã được du nhập ở Hawaii có sự ổn định. Các quần thể được du nhập ở Tây Âu có lẽ đã được lai tạo với các loài trĩ đỏ thông thường trong một số năm và không có loài trĩ lục thuần chủng tồn tại ở đó lâu hơn. Loài này đã được lai với những con trĩ đỏ ở một số trang trại nuôi chim mồi săn ở Bắc Mỹ và được thả vào tự nhiên. Trĩ lục cũng được nhập nuôi tại Hà Nội theo mô hình Khu bảo tồn Vườn chim

## Săn bắn
Trĩ lục Nhật Bản có thể được cho phép săn bắt ở Nhật Bản là vùng bản địa của chúng, mùa săn diễn ra từ ngày 15 tháng 11 năm trước đến ngày 15 tháng 2 năm sau.Trĩ lục chỉ được săn bởi những người sở hữu giấy phép săn bắn hợp lệ của quận nơi tiến hành săn bắt cấp cho (một giấy phép súng ống của Nhật Bản hợp lệ là cần thiết nếu người ta muốn sử dụng một khẩu súng trường hoặc súng ngắn để săn bắn). Giới hạn của một cuộc săn là hai con trống bị hạ mỗi ngày nhưng không được săn trĩ mái.